# Jumencourt
Jumencourt ist eine französische Gemeinde mit 126 Einwohnern (Stand: 1. Januar 2022) im Département Aisne in der Region Hauts-de-France (bis 2015: Picardie). Sie gehört zum Arrondissement Laon, zum Kanton Vic-sur-Aisne und zum Gemeindeverband Picardie des Châteaux.

## Geografie
Die Gemeinde Jumencourt liegt am Südwestrand des Höhenzuges Chemin des Dames, rund 33 Kilometer westlich von Laon und 17 Kilometer nördlich von Soissons. Im Süden begrenzt die Ailette das Gemeindegebiet von Jumencourt. Nachbargemeinden von Jumencourt sind Coucy-la-Ville im Norden, Landricourt im Osten, Leuilly-sous-Coucy im Südosten, Crécy-au-Mont im Südwesten sowie Coucy-le-Château-Auffrique im Westen.

## Bevölkerungsentwicklung
| Jahr                       | 1962 | 1968 | 1975 | 1982 | 1990 | 1999 | 2006 | 2012 | 2022 |
| -------------------------- | ---- | ---- | ---- | ---- | ---- | ---- | ---- | ---- | ---- |
| Einwohner                  | 108  | 109  | 98   | 94   | 111  | 119  | 149  | 154  | 126  |
| Quellen: Cassini und INSEE |      |      |      |      |      |      |      |      |      |

## Sehenswürdigkeiten
In Jumencourt gibt es keine Kirchen und Kapellen. Die nächstgelegene Kirche Saint-Martin befindet sich in Landricourt.

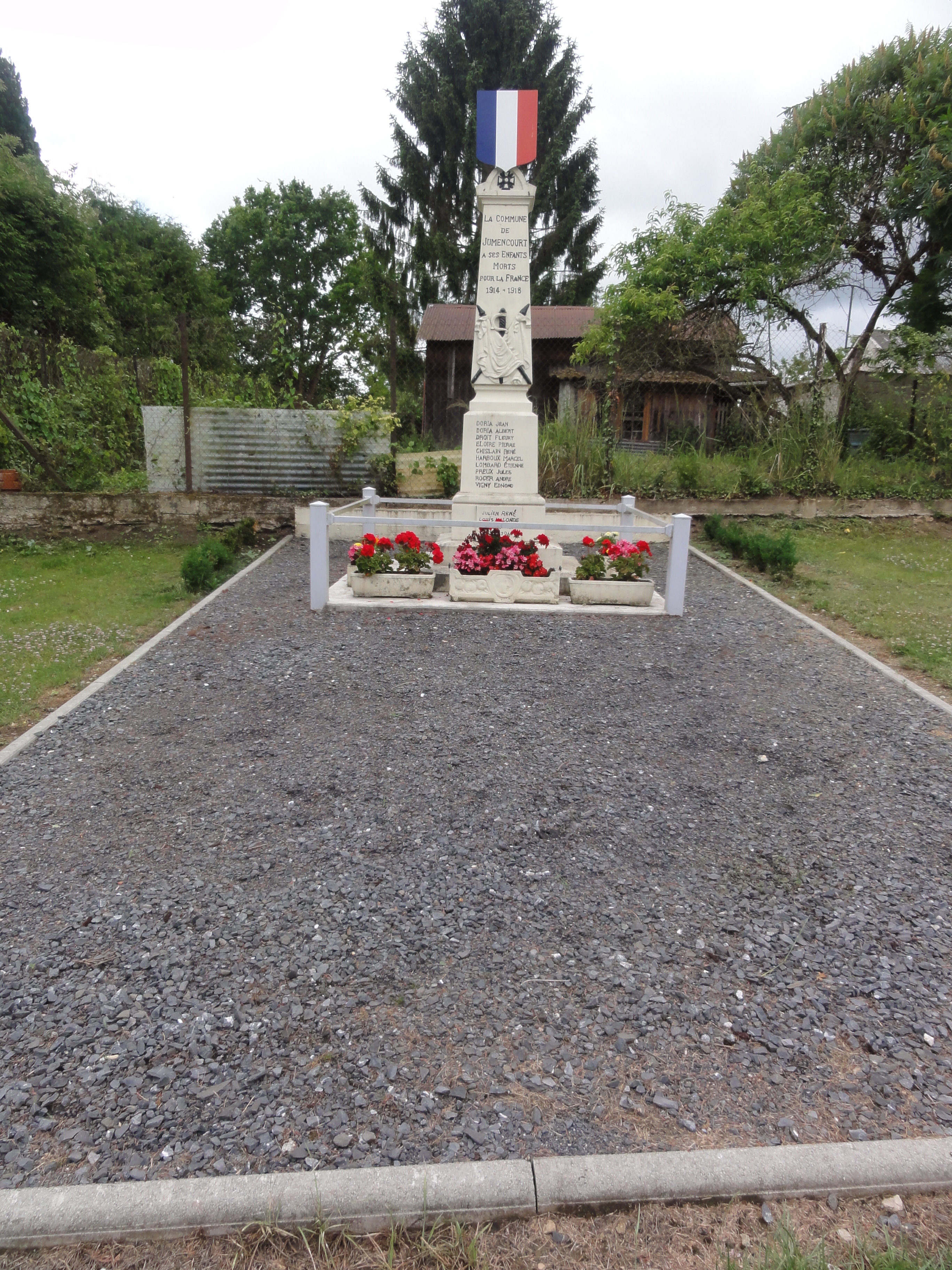
Gefallenendenkmal
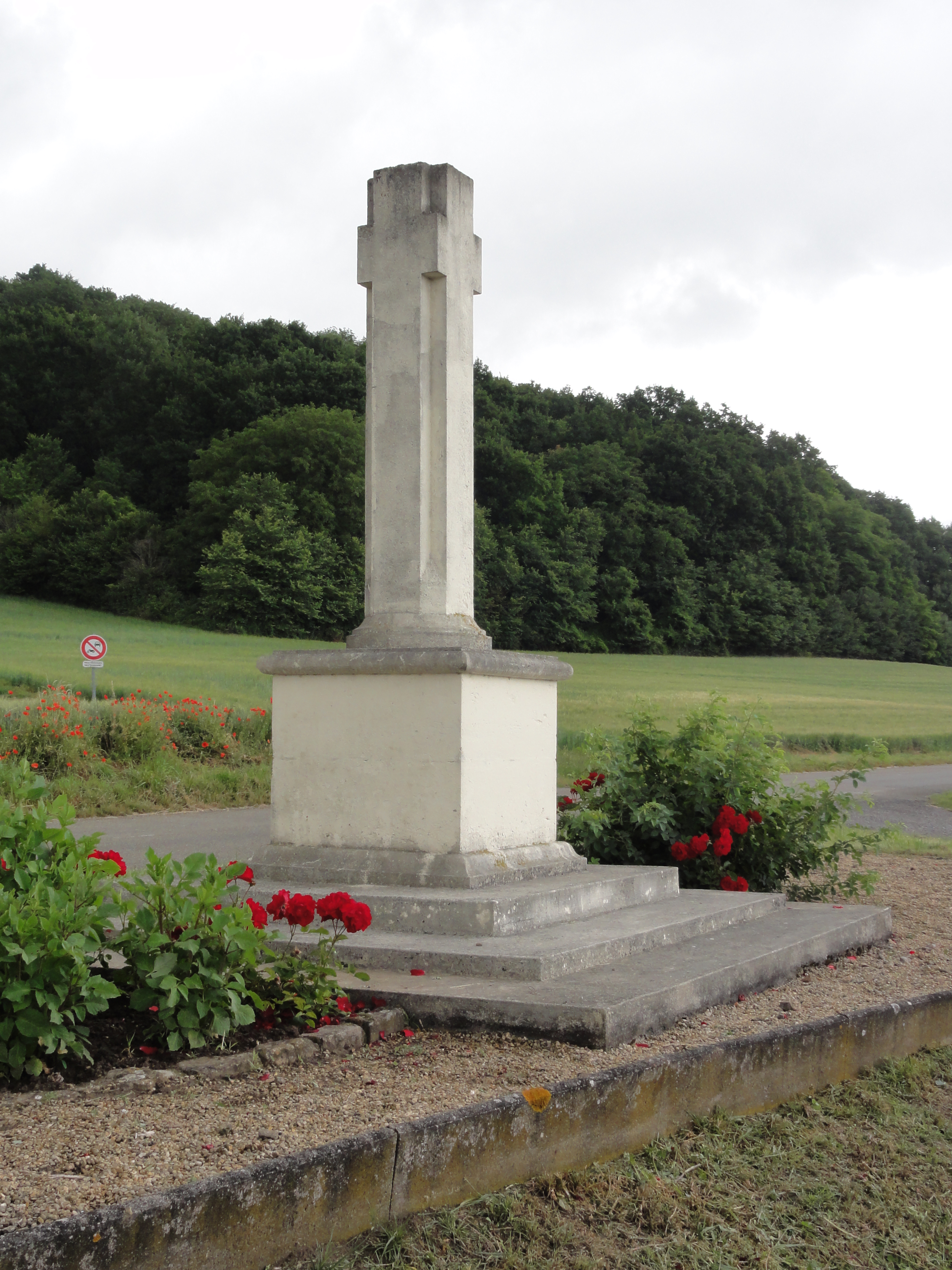
Wegkreuz